# Constante de permissividade do vácuo
Constante de permissividade do vácuo, há muito tempo chamada de constante de permissividade do éter, é uma constante que permite medir a permissividade elétrica da substância que, segundo Maxwell, permeava todo o universo, chamada de éter. Segundo Maxwell, o éter era uma substância sólida elástica, na qual havia um mar de minúsculos vórtices líquidos. Na quarta de suas famosas equações aparecia a constante dielétrica, que é inversamente proporcional à permissividade, que media a elasticidade deste sólido.
A constante de permissividade do vácuo {\displaystyle \epsilon _{0}} pode ser representada pelas fórmulas:
{\displaystyle \epsilon _{0}={\frac {1}{4\pi K}}}
Sendo {\displaystyle K} a constante eletrostática no vácuo: {\displaystyle K_{0}=8,9875\cdot 10^{9}\mathrm {Nm^{2}C^{-2}} }
Utilizando a Lei de Coulomb:
{\displaystyle \epsilon _{0}={\frac {|Q||q|}{4\pi Fd^{2}}}}
Sendo {\displaystyle Q} e {\displaystyle q} as intensidades das cargas, {\displaystyle F} o módulo da força de interação entre elas e {\displaystyle d} a distância que as separa.
A constante tem como valor {\displaystyle \epsilon _{0}=8,854187817\cdot 10^{-12}\mathrm {C^{2}N^{-1}m^{-2}} }, conforme a recomendação do CODATA - 2006.

Essa constante também pode ser expressada usando a velocidade da luz no vácuo e a constante de permeabilidade do vácuo:

{\displaystyle \varepsilon _{0}={\frac {1}{\mu _{0}\cdot c^{2}}}\approx 8{,}854\,187\,82\times 10^{-12}\;{\rm {A^{2}\cdot s^{4}\cdot kg^{-1}\cdot m^{-3}}}}.

As equações de Maxwell fazem aparecer a velocidade de propagação das ondas eletromagnéticas. 

{\displaystyle c={\frac {1}{\sqrt {\varepsilon _{0}\cdot \mu _{0}}}}}.

Utilizando-se um capacitor de placas planas e paralelas pode-se obter essa constante experimentalmente através de medidas de forças de atração entre as duas placas, em função da tensão entre elas e em função da tensão nelas aplicada ou por meio da fórmula:
{\displaystyle \epsilon _{0}=d{\frac {C}{A}}}
sendo d a distância entre as placas, {\displaystyle C} a capacitância e {\displaystyle A} a área das placas.
Pode-se obter a constante de permissividade através da Lei de Gauss. Esta lei define que o fluxo total que entra ou sai de uma região esférica do espaço mede diretamente a carga total que está dentro dessa mesma região.
Sabe-se que:
{\displaystyle \Phi =EA\cos \theta }
sendo {\displaystyle E} o campo elétrico que passa por uma determinada área, {\displaystyle A} a área considerada e {\displaystyle \theta } o ângulo de inclinação das linhas de campo em relação a {\displaystyle A}.
E que
{\displaystyle E={\frac {Kq}{r^{2}}}}, onde E é o campo elétrico para uma carga pontual q.
Substituindo-se, temos:
{\displaystyle \Phi ={\frac {KqA}{r^{2}}}}
Considerando-se a área superficial da esfera {\displaystyle A=4\pi r^{2}} temos:
{\displaystyle \Phi =4\pi Kq}
Substituindo-se (1) na equação temos que:
{\displaystyle \epsilon _{0}={\frac {q}{\Phi }}}
Que é o equivalente da lei de Gauss.
Portanto, a constante de Permissividade Elétrica do Vácuo é uma conseqüência de:
{\displaystyle \epsilon _{0}\mu _{0}c^{2}=1}, em que c é a velocidade da luz no vácuo e μ0 é a permeabilidade magnética do vácuo cujo valor é {\displaystyle 4\pi \cdot 10^{-7}}.
Essa equação se deve ao fato de a luz ser uma onda eletromagnética.

## História
A permissividade elétrica do vácuo também foi descoberta por meio de experimentos e análises teóricas realizados por James Clerk Maxwell e outros cientistas da época.
Maxwell observou que as equações que descreviam as propriedades do campo elétrico e magnético no vácuo eram muito semelhantes e propôs que o vácuo tinha uma propriedade chamada de "permissividade elétrica" que afetava a forma como o campo elétrico se propagava pelo espaço. Ele propôs uma nova equação que incluía um termo para a permissividade elétrica do vácuo, juntamente com a constante de permeabilidade magnética.
A constante de permissividade elétrica do vácuo, ε0, foi determinada por meio de experimentos realizados por diversos cientistas, como o físico alemão Wilhelm Eduard Weber e o britânico Lord Kelvin. Esses experimentos envolveram medir a capacitância de diferentes objetos e compará-las com a distância entre as placas do capacitor e a área das placas.
Com base nessas medições e análises teóricas, a constante de permissividade elétrica do vácuo foi determinada como sendo aproximadamente igual a 8.85 x 10^-12 F/m. Esse valor é usado até hoje como a definição da constante de permissividade elétrica do vácuo no sistema internacional de unidades (SI).